# Träum’ nicht, Annette!
Träum’ nicht, Annette! ist ein deutscher Spielfilm der DEFA, der 1948 unter der Regie von Eberhard Klagemann entstand und 1949 in die Kinos kam. (Andere Schreibweise Träum’ nicht, Annette)

## Handlung
Die junge Französischlehrerin Annette Müller hat zwei Verehrer, die ihr ständig Heiratsanträge machen: der Diplomat Klaus und der Ingenieur Theo. Dann quartiert sich der arme Pianist Hans in ihrer Pension ein und Annette verliebt sich auch in ihn. Vor ihrer endgültigen Entscheidung malt sie sich zu allen drei Männern in ihren Träumen die jeweils mögliche Zukunft aus.

## Produktion und Veröffentlichung
Die Uraufführung fand am 4. Februar 1949 im Berliner Kino Babylon statt. In der Bundesrepublik kam der Film am 11. Januar 1950 in die Kinos. Die Fernseh-Erstausstrahlung erfolgte im 1. Programm des Fernsehens der DDR am 29. April 1985.

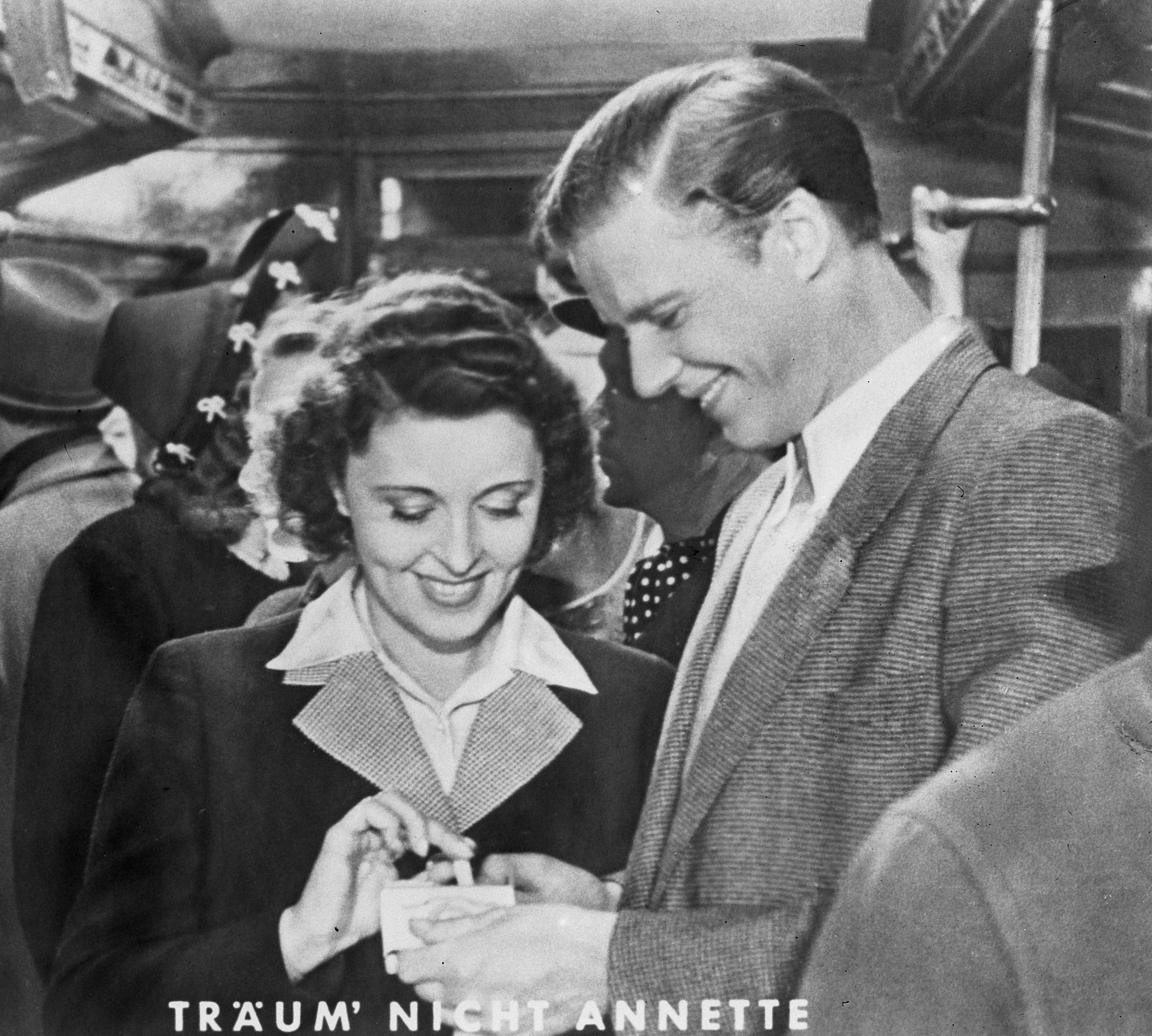
Filmszene mit Jenny Jugo und Max Eckard

## Kritik
Melis vom Neuen Deutschland fragte sich nach der Premiere im Berliner Kino Babylon, was die DEFA mit diesem Film bezweckt habe. Ist er vielleicht, in einem Rückfall in die Zeiten der UFA, als Kassenschlager gedacht und für welches Publikum ist der Film überhaupt gemacht, da es in ihm nur so von Legationsräten, Fabrikbesitzern, Exzellenzen und adligen Damen wimmele? Auf den Inhalt einzugehen lohne sich nicht, da dieser Kitschstreifen hoffentlich bald abgesetzt wird.

W. Lg. äußerte sich in der Berliner Zeitung wie folgt:

„Das ist wieder so ein vertrackter Film, der es dem Kritiker, der es gerne höflich sagen möchte, etwas schwer macht. Man möchte loswüten auf der Schreibmaschine und ist ein wenig gehemmt, weil es alle Beteiligten eigentlich so gut gemeint haben.“

Das Lexikon des internationalen Films hält das Werk „für einen konventionell inszenierten, naiv-romantisch unterhaltenden Liebesfilm“. „Durchaus originell in den Traummontagen und einigen Gags. Ansonsten bei allem äußeren Aufwand eher bieder, unecht und ausgesprochen humorlos“.